# Euproctis biplagiata
Euproctis biplagiata är en fjärilsart som beskrevs av Walker 1865. Euproctis biplagiata ingår i släktet Euproctis och familjen tofsspinnare. Inga underarter finns listade i Catalogue of Life.